# Jose Mari
José Maria Romero Poyón (* 10. prosince 1978 Seville) je bývalý španělský fotbalový útočník, který působil tři sezony v italském klubu AC Milán.

## Přestupy
- - z Atlético Madrid do AC Milán za 19 000 000 Euro
  - z AC Milán do Villarreal CF za 9 000 000 Euro
  - z Villarreal CF do Real Betis Balompié zadarmo
  - z Real Betis Balompié do Gimnàstic de Tarragona zadarmo

## Hráčská statistika
| Sezóna  | Klub                   | Liga             | Liga   | Liga | Ligové poháry | Ligové poháry | Ligové poháry | Kontinentální poháry | Kontinentální poháry | Kontinentální poháry | Celkem | Celkem |
| Sezóna  | Klub                   | Soutěž           | Zápasy | Góly | Soutěž        | Zápasy        | Góly          | Soutěž               | Zápasy               | Góly                 | Zápasy | Góly   |
| ------- | ---------------------- | ---------------- | ------ | ---- | ------------- | ------------- | ------------- | -------------------- | -------------------- | -------------------- | ------ | ------ |
| 1996/97 | Sevilla FC             | Primera División | 21     | 7    | ŠP            | 0             | 0             | -                    | 0                    | 0                    | 21     | 7      |
| 1997/98 | Atlético Madrid        | Primera División | 35     | 9    | ŠP            | 0             | 0             | UEFA                 | 7                    | 0                    | 42     | 9      |
| 1998/99 | Atlético Madrid        | Primera División | 29     | 8    | ŠP            | 2             | 1             | UEFA                 | 7                    | 3                    | 38     | 12     |
| 1999/00 | Atlético Madrid        | Primera División | 12     | 2    | ŠP            | 0             | 0             | UEFA                 | 3                    | 0                    | 15     | 2      |
| 1999    | AC Milán               | Serie A          | 15     | 1    | IP            | 2             | 0             | -                    | 0                    | 0                    | 17     | 1      |
| 2000/01 | AC Milán               | Serie A          | 21     | 2    | IP            | 4             | 1             | LM                   | 9*                   | 5*                   | 34     | 8      |
| 2001/02 | AC Milán               | Serie A          | 16     | 2    | IP            | 3             | 2             | UEFA                 | 5                    | 1                    | 24     | 5      |
| 2002/03 | Atlético Madrid        | Primera División | 31     | 6    | ŠP            | 0             | 0             | -                    | 0                    | 0                    | 31     | 6      |
| 2003/04 | Villarreal CF          | Primera División | 32     | 6    | ŠP            | 0             | 0             | Int.+UEFA            | 4+10                 | 1+3                  | 46     | 10     |
| 2004/05 | Villarreal CF          | Primera División | 30     | 3    | ŠP            | 0             | 0             | Int.+UEFA            | 8+10                 | 2+2                  | 48     | 7      |
| 2005/06 | Villarreal CF          | Primera División | 32     | 5    | ŠP            | 0             | 0             | LM                   | 10*                  | 0*                   | 42     | 5      |
| 2006/07 | Villarreal CF          | Primera División | 19     | 0    | ŠP            | 0             | 0             | Int.                 | 1                    | 0                    | 20     | 0      |
| 2007/08 | Real Betis Balompié    | Primera División | 13     | 0    | ŠP            | 2             | 0             | -                    | 0                    | 0                    | 15     | 0      |
| 2008/09 | Real Betis Balompié    | Primera División | 8      | 1    | ŠP            | 2             | 0             | -                    | 0                    | 0                    | 10     | 2      |
| 2009    | Gimnàstic de Tarragona | Segunda División | 16     | 2    | -             | 0             | 0             | -                    | 0                    | 0                    | 16     | 2      |
| 2009/10 | Gimnàstic de Tarragona | Segunda División | 33     | 6    | ŠP            | 0             | 0             | -                    | 0                    | 0                    | 33     | 6      |
| 2010/11 | Xerez CD               | Segunda División | 33     | 17   | ŠP            | 2             | 1             | -                    | 0                    | 0                    | 35     | 18     |
| 2011/12 | Xerez CD               | Segunda División | 36     | 8    | ŠP            | 1             | 0             | -                    | 0                    | 0                    | 37     | 8      |
| 2012/13 | Xerez CD               | Segunda División | 11     | 2    | ŠP            | 1             | 0             | -                    | 0                    | 0                    | 12     | 2      |
| Celkově | Celkově                | Celkově          | 443    | 31   | -             | 19            | 5             | -                    | 74                   | 17                   | 536    | 53     |

Poznámky
- i s předkolem.

## Úspěchy

### Klubové
- - 2× vítěz poháru Intertoto (2003, 2004)

### Reprezentační
- - 1x na ME 21 (2000 - bronz)
  - 1x na OH 2000 (2000 - stříbro)